# Пригнись и накройся
«Пригнись и накройся» (англ. Duck and Cover) — американский образовательный фильм 1952 года о гражданской обороне, снятый по заказу Федерального правительства США. Часто ошибочно характеризуется как «пропагандистский фильм». Находится в общественном достоянии в США, внесён в Национальный реестр фильмов (в 2004 году). Ни один человек, принимавший участие в создании фильма, в титрах не упомянут.

## О фильме
Премьера — 7 января 1952 года.
В конце 1940-х гг. США и СССР вступили в Холодную войну. В США начали массово строиться бомбоубежища, проводиться разъяснительные работы с населением. Общее название этой кампании — «Пригнись и накройся» (англ. Duck and cover). В одноимённом фильме утверждается, что ядерная война может начаться в любой момент, и все американцы должны быть к ней готовы. В съёмках принимали участие школьники Нью-Йорка.
Значимость фильма поставлена многими критиками под сомнение: звучали высказывания, что этот фильм просто запугивает американцев Советским Союзом, возгласы о «красной угрозе», высмеивались данные в ленте советы закрывать голову газетой, ложиться лицом в землю и т. п., так как всё это никак не может спасти от высокой температуры, радиации, осколков и обломков и т. д.
Поскольку лента была рассчитана, в основном, на детей, в ней присутствуют мультипликационные врезки.
В настоящее время этот фильм уже, естественно, в школах США не показывается, хотя нечто в подобном стиле снимается, чтобы рассказать детям как вести себя при торнадо, землетрясениях и других природных катаклизмах.
Фильм был спародирован в эпизоде «Вулкан» (1997) мультсериала «Южный парк», в мультфильме «Стальной гигант» (1999) и др.
В настольной игре «Сумеречная борьба» есть карта с отсылкой к фильму с аналогичным названием.

## Сюжет
Мультипликационная черепаха Берт — очень осторожное существо, и на его примере рассказчик показывает детям, как вести себя при ядерном взрыве, где бы они ни находились. Нужно зайти в бомбоубежище или просто лечь на пол или землю и обхватить голову руками.

## В ролях
- Лео Ланглуа — Тони, мальчик на велосипеде
- Рэй Мауэр — сотрудник Гражданской обороны
- Роберт Мидлтон[англ.] — рассказчик за кадром
- Карл Ритчи — черепаха Берт (озвучивание)